# Agabus brandti
Agabus brandti là một loài bọ cánh cứng trong họ Bọ nước. Loài này được Harold miêu tả khoa học năm 1880.